# Yoshimar Yotún
Víctor Yoshimar Yotún Flores (Callao, 7 aprile 1990) è un calciatore peruviano, difensore dello Sporting Cristal e della nazionale peruviana.

## Carriera

### Club
Yotún ha iniziato la sua carriera nelle giovanili del Circolo Sportivo Italiano, prima di passare a 16 anni al Sporting Cristal. Nel 2008 ha fatto un'esperienza nella Primera División con il José Galvez, prima del ritorno al Cristal - questa volta in prima squadra - nel 2009.
Nel gennaio 2015 ha iniziato la sua prima parentesi in Europa, passando agli svedesi del Malmö FF, che lo hanno ingaggiato in sostituzione dello svincolato Ricardinho. Qualche mese più tardi ha debuttato anche nella fase a gironi di Champions League. Nel 2016 ha collezionato 19 presenze nell'anno in cui la squadra è tornata a vincere il titolo nazionale. Dopo aver iniziato con il Malmö anche il campionato 2017, il giocatore peruviano (in scadenza di contratto a dicembre) ha espresso la volontà di lasciare la squadra nell'arco della successiva finestra di mercato.
Il 4 agosto 2017 viene ingaggiato dall'Orlando City. Ha fatto il suo debutto il 13 agosto nella sconfitta per 3-1 contro i New York Red Bulls. Il 28 settembre, Yotún ha segnato il suo primo gol per Orlando nella vittoria per 6-1 sul New England Revolution, partita in cui ha anche registrato due assist. Yotún è stato selezionato come All-Star nel 2018.

### Nazionale
Nel 2011 le sue performance convinsero il nuovo allenatore Sergio Markarián a chiamarlo per l'edizione 2011 della Coppa Kirin. Fa il suo debutto in Nazionale sostituendo Jesús Rabanal al 62º minuto contro il Giappone di Alberto Zaccheroni. In seguito Markarián decise di chiamarlo per giocare nella Copa América 2011.
Successivamente è stato convocato per altre due edizioni della Copa América, ovvero quella del 2015 in Cile e quella del Centenario negli Stati Uniti. Ha partecipato anche ai Mondiali 2018 in Russia, competizione a cui la selezione peruviana mancava da Spagna 1982 e in cui viene eliminata nella fase a gruppi.
Il 21 novembre 2023, in occasione del pareggio interno per 1-1 contro il Venezuela (in cui ha realizzato il gol della sua squadra), raggiunge quota 128 presenze in nazionale agganciando al primo posto Roberto Palacios.

## Statistiche

### Cronologia presenze e reti in nazionale
| Cronologia completa delle presenze e delle reti in nazionale ― Perù | Cronologia completa delle presenze e delle reti in nazionale ― Perù | Cronologia completa delle presenze e delle reti in nazionale ― Perù | Cronologia completa delle presenze e delle reti in nazionale ― Perù | Cronologia completa delle presenze e delle reti in nazionale ― Perù | Cronologia completa delle presenze e delle reti in nazionale ― Perù | Cronologia completa delle presenze e delle reti in nazionale ― Perù | Cronologia completa delle presenze e delle reti in nazionale ― Perù |
| Data                                                                | Città                                                               | In casa                                                             | Risultato                                                           | Ospiti                                                              | Competizione                                                        | Reti                                                                | Note                                                                |
| ------------------------------------------------------------------- | ------------------------------------------------------------------- | ------------------------------------------------------------------- | ------------------------------------------------------------------- | ------------------------------------------------------------------- | ------------------------------------------------------------------- | ------------------------------------------------------------------- | ------------------------------------------------------------------- |
| 8-2-2011                                                            | Moquegua                                                            | Perù                                                                | 1 – 0                                                               | Panama                                                              | Amichevole                                                          | -                                                                   | 46’                                                                 |
| 1-6-2011                                                            | Niigata                                                             | Giappone                                                            | 0 – 0                                                               | Perù                                                                | Kirin Cup                                                           | -                                                                   | 62’                                                                 |
| 4-6-2011                                                            | Matsumoto                                                           | Perù                                                                | 0 – 0                                                               | Rep. Ceca                                                           | Kirin Cup                                                           | -                                                                   | 68’                                                                 |
| 4-7-2011                                                            | San Juan                                                            | Uruguay                                                             | 1 – 1                                                               | Perù                                                                | Coppa America 2011 - 1º turno                                       | -                                                                   | 59’                                                                 |
| 8-7-2011                                                            | Mendoza                                                             | Perù                                                                | 1 – 0                                                               | Messico                                                             | Coppa America 2011 - 1º turno                                       | -                                                                   | 46’                                                                 |
| 16-7-2011                                                           | Córdoba                                                             | Colombia                                                            | 0 – 2 dts                                                           | Perù                                                                | Coppa America 2011 - Quarti di Finale                               | -                                                                   |                                                                     |
| 19-7-2011                                                           | La Plata                                                            | Perù                                                                | 0 – 2                                                               | Uruguay                                                             | Coppa America 2011 - Semifinale                                     | -                                                                   | 1’ 53’                                                              |
| 23-7-2011                                                           | La Plata                                                            | Perù                                                                | 4 – 1                                                               | Venezuela                                                           | Coppa America 2011 - Finale 3º Posto                                | -                                                                   |                                                                     |
| 2-5-2011                                                            | Lima                                                                | Perù                                                                | 2 – 2                                                               | Bolivia                                                             | Amichevole                                                          | -                                                                   | 46’                                                                 |
| 5-9-2011                                                            | La Paz                                                              | Bolivia                                                             | 0 – 0                                                               | Perù                                                                | Amichevole                                                          | -                                                                   |                                                                     |
| 7-10-2011                                                           | Lima                                                                | Perù                                                                | 2 – 0                                                               | Paraguay                                                            | Qual. Mondiali 2014                                                 | -                                                                   |                                                                     |
| 11-10-2011                                                          | Santiago del Cile                                                   | Cile                                                                | 4 – 2                                                               | Perù                                                                | Qual. Mondiali 2014                                                 | -                                                                   | 46’                                                                 |
| 29-2-2012                                                           | Tunisi                                                              | Perù                                                                | 1 – 1                                                               | Tunisia                                                             | Amichevole                                                          | -                                                                   |                                                                     |
| 21-3-2012                                                           | Arica                                                               | Cile                                                                | 3 – 1                                                               | Perù                                                                | Amichevole                                                          | -                                                                   |                                                                     |
| 11-4-2012                                                           | Tacna                                                               | Perù                                                                | 0 – 3                                                               | Cile                                                                | Amichevole                                                          | -                                                                   |                                                                     |
| 24-5-2012                                                           | Lima                                                                | Perù                                                                | 1 – 0                                                               | Nigeria                                                             | Amichevole                                                          | -                                                                   | 46’                                                                 |
| 4-6-2012                                                            | Lima                                                                | Perù                                                                | 3 – 1                                                               | Colombia                                                            | Qual. Mondiali 2014                                                 | -                                                                   |                                                                     |
| 10-6-2012                                                           | Montevideo                                                          | Uruguay                                                             | 4 – 2                                                               | Perù                                                                | Qual. Mondiali 2014                                                 | -                                                                   |                                                                     |
| 16-8-2012                                                           | San José                                                            | Costa Rica                                                          | 0 – 1                                                               | Perù                                                                | Amichevole                                                          | -                                                                   | 42’ 59’                                                             |
| 7-9-2012                                                            | Lima                                                                | Perù                                                                | 2 – 1                                                               | Venezuela                                                           | Qual. Mondiali 2014                                                 | -                                                                   |                                                                     |
| 11-9-2012                                                           | Lima                                                                | Perù                                                                | 1 – 1                                                               | Argentina                                                           | Qual. Mondiali 2014                                                 | -                                                                   |                                                                     |
| 17-10-2012                                                          | Asunción                                                            | Paraguay                                                            | 1 – 0                                                               | Perù                                                                | Qual. Mondiali 2014                                                 | -                                                                   | 81’                                                                 |
| 14-11-2012                                                          | Houston                                                             | Honduras                                                            | 0 – 0                                                               | Perù                                                                | Amichevole                                                          | -                                                                   | 82’                                                                 |
| 6-2-2013                                                            | Couva                                                               | Trinidad e Tobago                                                   | 0 – 2                                                               | Perù                                                                | Amichevole                                                          | -                                                                   |                                                                     |
| 22-3-2013                                                           | Lima                                                                | Perù                                                                | 1 – 0                                                               | Cile                                                                | Qual. Mondiali 2014                                                 | -                                                                   |                                                                     |
| 26-3-2013                                                           | Lima                                                                | Perù                                                                | 3 – 0                                                               | Trinidad e Tobago                                                   | Amichevole                                                          | -                                                                   | 46’                                                                 |
| 7-6-2013                                                            | Lima                                                                | Perù                                                                | 1 – 0                                                               | Ecuador                                                             | Qual. Mondiali 2014                                                 | -                                                                   |                                                                     |
| 11-6-2013                                                           | Barranquilla                                                        | Colombia                                                            | 2 – 0                                                               | Perù                                                                | Qual. Mondiali 2014                                                 | -                                                                   | 11’ 31’                                                             |
| 14-8-2013                                                           | Suwon                                                               | Corea del Sud                                                       | 0 – 0                                                               | Perù                                                                | Amichevole                                                          | -                                                                   | 63’                                                                 |
| 6-9-2013                                                            | Lima                                                                | Perù                                                                | 1 – 2                                                               | Uruguay                                                             | Qual. Mondiali 2014                                                 | -                                                                   | 45+2’                                                               |
| 15-10-2013                                                          | Lima                                                                | Perù                                                                | 1 – 1                                                               | Bolivia                                                             | Qual. Mondiali 2014                                                 | 1                                                                   |                                                                     |
| 30-5-2014                                                           | Londra                                                              | Inghilterra                                                         | 3 – 0                                                               | Perù                                                                | Amichevole                                                          | -                                                                   |                                                                     |
| 3-6-2014                                                            | Lucerna                                                             | Svizzera                                                            | 2 – 0                                                               | Perù                                                                | Amichevole                                                          | -                                                                   |                                                                     |
| 5-8-2014                                                            | Lima                                                                | Perù                                                                | 3 – 0                                                               | Panama                                                              | Amichevole                                                          | -                                                                   | 32’ 45’                                                             |
| 4-9-2014                                                            | Dubai                                                               | Iraq                                                                | 0 – 2                                                               | Perù                                                                | Amichevole                                                          | -                                                                   | 46’                                                                 |
| 9-9-2014                                                            | Doha                                                                | Qatar                                                               | 0 – 2                                                               | Perù                                                                | Amichevole                                                          | -                                                                   |                                                                     |
| 10-10-2014                                                          | Valparaíso                                                          | Cile                                                                | 3 – 0                                                               | Perù                                                                | Amichevole                                                          | -                                                                   |                                                                     |
| 14-10-2014                                                          | Lima                                                                | Perù                                                                | 1 – 0                                                               | Guatemala                                                           | Amichevole                                                          | -                                                                   |                                                                     |
| 14-11-2014                                                          | Luque                                                               | Paraguay                                                            | 2 – 1                                                               | Perù                                                                | Amichevole                                                          | -                                                                   | 90’                                                                 |
| 14-6-2015                                                           | Temuco                                                              | Perù                                                                | 1 – 2                                                               | Brasile                                                             | Coppa America 2015 - 1º turno                                       | -                                                                   | 88’                                                                 |
| 18-6-2015                                                           | Valparaíso                                                          | Perù                                                                | 1 – 0                                                               | Venezuela                                                           | Coppa America 2015 - 1º turno                                       | -                                                                   | 90’                                                                 |
| 21-6-2015                                                           | Temuco                                                              | Colombia                                                            | 0 – 0                                                               | Perù                                                                | Coppa America 2015 - 1º turno                                       | -                                                                   | 90’                                                                 |
| 25-6-2015                                                           | Temuco                                                              | Bolivia                                                             | 1 – 3                                                               | Perù                                                                | Coppa America 2015 - Quarti di finale                               | -                                                                   | 89’                                                                 |
| 29-6-2015                                                           | Santiago del Cile                                                   | Cile                                                                | 2 – 1                                                               | Perù                                                                | Coppa America 2015 - Semifinale                                     | -                                                                   |                                                                     |
| 3-7-2015                                                            | Concepción                                                          | Perù                                                                | 2 – 0                                                               | Paraguay                                                            | Coppa America 2015 - Finale 3º Posto                                | -                                                                   |                                                                     |
| 5-9-2015                                                            | Washington                                                          | Stati Uniti                                                         | 2 – 1                                                               | Perù                                                                | Amichevole                                                          | -                                                                   | 72’                                                                 |
| 8-9-2015                                                            | Harrison                                                            | Colombia                                                            | 1 – 1                                                               | Perù                                                                | Amichevole                                                          | -                                                                   | 46’                                                                 |
| 13-10-2015                                                          | Lima                                                                | Perù                                                                | 3 – 4                                                               | Cile                                                                | Qual. Mondiali 2018                                                 | -                                                                   |                                                                     |
| 13-11-2015                                                          | Lima                                                                | Perù                                                                | 1 – 0                                                               | Paraguay                                                            | Qual. Mondiali 2018                                                 | -                                                                   | 68’                                                                 |
| 17-11-2015                                                          | Salvador                                                            | Brasile                                                             | 3 – 0                                                               | Perù                                                                | Qual. Mondiali 2018                                                 | -                                                                   |                                                                     |
| 29-3-2016                                                           | Montevideo                                                          | Uruguay                                                             | 1 – 0                                                               | Perù                                                                | Qual. Mondiali 2018                                                 | -                                                                   | 63’                                                                 |
| 25-5-2016                                                           | Lima                                                                | Perù                                                                | 4 – 0                                                               | Trinidad e Tobago                                                   | Amichevole                                                          | -                                                                   | 56’                                                                 |
| 30-5-2016                                                           | Washington                                                          | El Salvador                                                         | 1 – 3                                                               | Perù                                                                | Amichevole                                                          | 1                                                                   |                                                                     |
| 5-6-2016                                                            | Washington                                                          | Haiti                                                               | 0 – 1                                                               | Perù                                                                | Coppa America 2016 - 1º turno                                       | -                                                                   | 75’ 84’                                                             |
| 9-6-2016                                                            | Phoenix                                                             | Ecuador                                                             | 2 – 2                                                               | Perù                                                                | Coppa America 2016 - 1º turno                                       | -                                                                   | 79’                                                                 |
| 13-6-2016                                                           | Foxborough                                                          | Perù                                                                | 1 – 0                                                               | Brasile                                                             | Coppa America 2016 - 1º turno                                       | -                                                                   | 46’ 90+3’                                                           |
| 7-9-2016                                                            | Lima                                                                | Perù                                                                | 2 – 1                                                               | Ecuador                                                             | Qual. Mondiali 2018                                                 | -                                                                   |                                                                     |
| 7-10-2016                                                           | Lima                                                                | Perù                                                                | 2 – 2                                                               | Argentina                                                           | Qual. Mondiali 2018                                                 | -                                                                   | 14’                                                                 |
| 11-11-2016                                                          | Asunción                                                            | Paraguay                                                            | 1 – 4                                                               | Perù                                                                | Qual. Mondiali 2018                                                 | -                                                                   |                                                                     |
| 16-11-2016                                                          | Lima                                                                | Perù                                                                | 0 – 2                                                               | Brasile                                                             | Qual. Mondiali 2018                                                 | -                                                                   |                                                                     |
| 24-3-2017                                                           | Maturín                                                             | Venezuela                                                           | 2 – 2                                                               | Perù                                                                | Qual. Mondiali 2018                                                 | -                                                                   | 78’                                                                 |
| 29-3-2017                                                           | Lima                                                                | Perù                                                                | 2 – 1                                                               | Uruguay                                                             | Qual. Mondiali 2018                                                 | -                                                                   |                                                                     |
| 9-6-2017                                                            | Trujillo                                                            | Perù                                                                | 1 – 0                                                               | Paraguay                                                            | Amichevole                                                          | -                                                                   | 81’                                                                 |
| 14-6-2017                                                           | Lima                                                                | Perù                                                                | 3 – 1                                                               | Giamaica                                                            | Amichevole                                                          | -                                                                   |                                                                     |
| 5-9-2017                                                            | Quito                                                               | Ecuador                                                             | 1 – 2                                                               | Perù                                                                | Qual. Mondiali 2018                                                 | -                                                                   |                                                                     |
| 6-10-2017                                                           | Buenos Aires                                                        | Argentina                                                           | 0 – 0                                                               | Perù                                                                | Qual. Mondiali 2018                                                 | -                                                                   |                                                                     |
| 11-10-2017                                                          | Lima                                                                | Perù                                                                | 1 – 1                                                               | Colombia                                                            | Qual. Mondiali 2018                                                 | -                                                                   | 68’                                                                 |
| 11-11-2017                                                          | Wellington                                                          | Nuova Zelanda                                                       | 0 – 0                                                               | Perù                                                                | Qual. Mondiali 2018                                                 | -                                                                   | 25’ 88’                                                             |
| 16-11-2017                                                          | Lima                                                                | Perù                                                                | 2 – 0                                                               | Nuova Zelanda                                                       | Qual. Mondiali 2018                                                 | -                                                                   | 66’                                                                 |
| 24-3-2018                                                           | Miami                                                               | Perù                                                                | 2 – 0                                                               | Croazia                                                             | Amichevole                                                          | -                                                                   | 56’, 75’                                                            |
| 30-5-2018                                                           | Lima                                                                | Perù                                                                | 2 – 0                                                               | Scozia                                                              | Amichevole                                                          | -                                                                   | 69’                                                                 |
| 3-6-2018                                                            | San Gallo                                                           | Arabia Saudita                                                      | 0 – 3                                                               | Perù                                                                | Amichevole                                                          | -                                                                   |                                                                     |
| 9-6-2018                                                            | Göteborg                                                            | Svezia                                                              | 0 – 0                                                               | Perù                                                                | Amichevole                                                          | -                                                                   |                                                                     |
| 16-6-2018                                                           | Saransk                                                             | Perù                                                                | 0 – 1                                                               | Danimarca                                                           | Mondiali 2018 - 1º turno                                            | -                                                                   |                                                                     |
| 21-6-2018                                                           | Ekaterinburg                                                        | Francia                                                             | 1 – 0                                                               | Perù                                                                | Mondiali 2018 - 1º turno                                            | -                                                                   | 46’                                                                 |
| 26-6-2018                                                           | Soči                                                                | Australia                                                           | 0 – 2                                                               | Perù                                                                | Mondiali 2018 - 1º turno                                            | -                                                                   | 45’ 46’                                                             |
| 6-9-2018                                                            | Amsterdam                                                           | Paesi Bassi                                                         | 2 – 1                                                               | Perù                                                                | Amichevole                                                          | -                                                                   | 59’                                                                 |
| 9-9-2018                                                            | Sinsheim                                                            | Germania                                                            | 2 – 1                                                               | Perù                                                                | Amichevole                                                          | -                                                                   | 76’                                                                 |
| 13-10-2018                                                          | Miami                                                               | Perù                                                                | 3 – 0                                                               | Cile                                                                | Amichevole                                                          | -                                                                   |                                                                     |
| 17-10-2018                                                          | East Hartford                                                       | Stati Uniti                                                         | 1 – 1                                                               | Perù                                                                | Amichevole                                                          | -                                                                   | 66’                                                                 |
| 16-11-2018                                                          | Lima                                                                | Perù                                                                | 0 – 2                                                               | Ecuador                                                             | Amichevole                                                          | -                                                                   | 73’                                                                 |
| 20-11-2018                                                          | Arequipa                                                            | Perù                                                                | 2 – 3                                                               | Costa Rica                                                          | Amichevole                                                          | -                                                                   | 81’                                                                 |
| 23-3-2019                                                           | Harrison                                                            | Perù                                                                | 1 – 0                                                               | Paraguay                                                            | Amichevole                                                          | -                                                                   |                                                                     |
| 27-3-2019                                                           | Washington                                                          | Perù                                                                | 0 – 2                                                               | El Salvador                                                         | Amichevole                                                          | -                                                                   | cap. 65’                                                            |
| 9-6-2019                                                            | Lima                                                                | Perù                                                                | 0 – 3                                                               | Colombia                                                            | Amichevole                                                          | -                                                                   | 55’                                                                 |
| 15-6-2019                                                           | Porto Alegre                                                        | Venezuela                                                           | 0 – 0                                                               | Perù                                                                | Coppa America 2019 - 1º turno                                       | -                                                                   | 66’                                                                 |
| 18-6-2019                                                           | Rio de Janeiro                                                      | Bolivia                                                             | 1 – 3                                                               | Perù                                                                | Coppa America 2019 - 1º turno                                       | -                                                                   |                                                                     |
| 22-6-2019                                                           | San Paolo                                                           | Perù                                                                | 0 – 5                                                               | Brasile                                                             | Coppa America 2019 - 1º turno                                       | -                                                                   | 46’                                                                 |
| 29-6-2019                                                           | Salvador de Bahia                                                   | Uruguay                                                             | 0 – 0 (4 – 5 dtr)                                                   | Perù                                                                | Coppa America 2019 - Quarti di finale                               | -                                                                   |                                                                     |
| 3-7-2019                                                            | Porto Alegre                                                        | Cile                                                                | 0 – 3                                                               | Perù                                                                | Coppa America 2019 - Semifinale                                     | 1                                                                   |                                                                     |
| 7-7-2019                                                            | Rio de Janeiro                                                      | Brasile                                                             | 3 – 1                                                               | Perù                                                                | Coppa America 2019 - Finale                                         | -                                                                   | 78’                                                                 |
| 10-9-2019                                                           | Los Angeles                                                         | Brasile                                                             | 0 – 1                                                               | Perù                                                                | Amichevole                                                          | -                                                                   | 90’                                                                 |
| 8-10-2020                                                           | Asunción                                                            | Paraguay                                                            | 2 – 2                                                               | Perù                                                                | Qual. Mondiali 2022                                                 | -                                                                   |                                                                     |
| 13-10-2020                                                          | Lima                                                                | Perù                                                                | 2 – 4                                                               | Brasile                                                             | Qual. Mondiali 2022                                                 | -                                                                   |                                                                     |
| 13-11-2020                                                          | Santiago del Cile                                                   | Cile                                                                | 2 – 0                                                               | Perù                                                                | Qual. Mondiali 2022                                                 | -                                                                   |                                                                     |
| 17-11-2020                                                          | Lima                                                                | Perù                                                                | 0 – 2                                                               | Argentina                                                           | Qual. Mondiali 2022                                                 | -                                                                   |                                                                     |
| 3-6-2021                                                            | Lima                                                                | Perù                                                                | 0 – 3                                                               | Colombia                                                            | Qual. Mondiali 2022                                                 | -                                                                   |                                                                     |
| 8-6-2021                                                            | Quito                                                               | Ecuador                                                             | 1 – 2                                                               | Perù                                                                | Qual. Mondiali 2022                                                 | -                                                                   |                                                                     |
| 17-6-2021                                                           | Rio de Janeiro                                                      | Brasile                                                             | 4 – 0                                                               | Perù                                                                | Coppa America 2021 - 1º turno                                       | -                                                                   | 44’ 74’                                                             |
| 20-6-2021                                                           | Goiânia                                                             | Colombia                                                            | 1 – 2                                                               | Perù                                                                | Coppa America 2021 - 1º turno                                       | -                                                                   |                                                                     |
| 23-6-2021                                                           | Goiânia                                                             | Ecuador                                                             | 2 – 2                                                               | Perù                                                                | Coppa America 2021 - 1º turno                                       | -                                                                   | 90+3’                                                               |
| 27-6-2021                                                           | Brasilia                                                            | Venezuela                                                           | 0 – 1                                                               | Perù                                                                | Coppa America 2021 - 1º turno                                       | -                                                                   |                                                                     |
| 2-7-2021                                                            | Goiânia                                                             | Perù                                                                | 3 – 3 dts (4 – 3 dtr)                                               | Paraguay                                                            | Coppa America 2021 - Quarti di finale                               | 1                                                                   |                                                                     |
| 5-7-2021                                                            | Rio de Janeiro                                                      | Brasile                                                             | 1 – 0                                                               | Perù                                                                | Coppa America 2021 - Semifinale                                     | -                                                                   | 56’                                                                 |
| 9-7-2021                                                            | Brasilia                                                            | Colombia                                                            | 3 – 2                                                               | Perù                                                                | Coppa America 2021 - Finale 3º posto                                | 1                                                                   |                                                                     |
| 2-9-2021                                                            | Lima                                                                | Perù                                                                | 1 – 1                                                               | Uruguay                                                             | Qual. Mondiali 2022                                                 | -                                                                   |                                                                     |
| 5-9-2021                                                            | Lima                                                                | Perù                                                                | 1 – 0                                                               | Venezuela                                                           | Qual. Mondiali 2022                                                 | -                                                                   |                                                                     |
| 9-9-2021                                                            | Recife                                                              | Brasile                                                             | 2 – 0                                                               | Perù                                                                | Qual. Mondiali 2022                                                 | -                                                                   | 78’                                                                 |
| 7-10-2021                                                           | Lima                                                                | Perù                                                                | 2 – 0                                                               | Cile                                                                | Qual. Mondiali 2022                                                 | -                                                                   |                                                                     |
| 10-10-2021                                                          | La Paz                                                              | Bolivia                                                             | 1 – 0                                                               | Perù                                                                | Qual. Mondiali 2022                                                 | -                                                                   |                                                                     |
| 14-10-2021                                                          | Buenos Aires                                                        | Argentina                                                           | 1 – 0                                                               | Perù                                                                | Qual. Mondiali 2022                                                 | -                                                                   | 41’ 74’                                                             |
| 16-11-2021                                                          | Caracas                                                             | Venezuela                                                           | 1 – 2                                                               | Perù                                                                | Qual. Mondiali 2022                                                 | -                                                                   |                                                                     |
| 21-1-2022                                                           | Lima                                                                | Perù                                                                | 3 – 0                                                               | Giamaica                                                            | Amichevole                                                          | 1                                                                   | 90’                                                                 |
| 28-1-2022                                                           | Barranquilla                                                        | Colombia                                                            | 0 – 1                                                               | Perù                                                                | Qual. Mondiali 2022                                                 | -                                                                   | 65’                                                                 |
| 1-2-2022                                                            | Lima                                                                | Perù                                                                | 1 – 1                                                               | Ecuador                                                             | Qual. Mondiali 2022                                                 | -                                                                   |                                                                     |
| 24-3-2022                                                           | Montevideo                                                          | Uruguay                                                             | 1 – 0                                                               | Perù                                                                | Qual. Mondiali 2022                                                 | -                                                                   | 61’                                                                 |
| 29-3-2022                                                           | Lima                                                                | Perù                                                                | 2 – 0                                                               | Paraguay                                                            | Qual. Mondiali 2022                                                 | 1                                                                   |                                                                     |
| 5-6-2022                                                            | Cornellà de Llobregat                                               | Perù                                                                | 1 – 0                                                               | Nuova Zelanda                                                       | Amichevole                                                          | -                                                                   | 52’                                                                 |
| 25-3-2023                                                           | Magonza                                                             | Germania                                                            | 2 – 0                                                               | Perù                                                                | Amichevole                                                          | -                                                                   | 71’                                                                 |
| 28-3-2023                                                           | Madrid                                                              | Marocco                                                             | 0 – 0                                                               | Perù                                                                | Amichevole                                                          | -                                                                   | 15’ 80’                                                             |
| 15-6-2023                                                           | Busan                                                               | Corea del Sud                                                       | 0 – 1                                                               | Perù                                                                | Amichevole                                                          | -                                                                   |                                                                     |
| 20-6-2023                                                           | Suita                                                               | Giappone                                                            | 4 – 1                                                               | Perù                                                                | Amichevole                                                          | -                                                                   | 72’                                                                 |
| 7-9-2023                                                            | Ciudad del Este                                                     | Paraguay                                                            | 0 – 0                                                               | Perù                                                                | Qual. Mondiali 2026                                                 | -                                                                   |                                                                     |
| 12-9-2023                                                           | Lima                                                                | Perù                                                                | 0 – 1                                                               | Brasile                                                             | Qual. Mondiali 2026                                                 | -                                                                   |                                                                     |
| 12-10-2023                                                          | Santiago del Cile                                                   | Cile                                                                | 2 – 0                                                               | Perù                                                                | Qual. Mondiali 2026                                                 | -                                                                   |                                                                     |
| 17-10-2023                                                          | Lima                                                                | Perù                                                                | 0 – 2                                                               | Argentina                                                           | Qual. Mondiali 2026                                                 | -                                                                   | 45’                                                                 |
| 16-11-2023                                                          | La Paz                                                              | Bolivia                                                             | 2 – 0                                                               | Perù                                                                | Qual. Mondiali 2026                                                 | -                                                                   |                                                                     |
| 21-11-2023                                                          | Lima                                                                | Perù                                                                | 1 – 1                                                               | Venezuela                                                           | Qual. Mondiali 2026                                                 | 1                                                                   | 53’                                                                 |
| Totale                                                              |                                                                     | Presenze (2º posto)                                                 | 128                                                                 |                                                                     | Reti                                                                | 8                                                                   |                                                                     |

| Cronologia completa delle presenze e delle reti in nazionale (partite non ufficiali) ― Perù | Cronologia completa delle presenze e delle reti in nazionale (partite non ufficiali) ― Perù | Cronologia completa delle presenze e delle reti in nazionale (partite non ufficiali) ― Perù | Cronologia completa delle presenze e delle reti in nazionale (partite non ufficiali) ― Perù | Cronologia completa delle presenze e delle reti in nazionale (partite non ufficiali) ― Perù | Cronologia completa delle presenze e delle reti in nazionale (partite non ufficiali) ― Perù | Cronologia completa delle presenze e delle reti in nazionale (partite non ufficiali) ― Perù | Cronologia completa delle presenze e delle reti in nazionale (partite non ufficiali) ― Perù |
| Data                                                                                        | Città                                                                                       | In casa                                                                                     | Risultato                                                                                   | Ospiti                                                                                      | Competizione                                                                                | Reti                                                                                        | Note                                                                                        |
| ------------------------------------------------------------------------------------------- | ------------------------------------------------------------------------------------------- | ------------------------------------------------------------------------------------------- | ------------------------------------------------------------------------------------------- | ------------------------------------------------------------------------------------------- | ------------------------------------------------------------------------------------------- | ------------------------------------------------------------------------------------------- | ------------------------------------------------------------------------------------------- |
| 28-6-2011                                                                                   | Lima                                                                                        | Perù                                                                                        | 1 – 0                                                                                       | Senegal                                                                                     | Amichevole                                                                                  | -                                                                                           |                                                                                             |
| Totale                                                                                      |                                                                                             | Presenze                                                                                    | 1                                                                                           |                                                                                             | Reti                                                                                        | 0                                                                                           |                                                                                             |

## Palmarès

### Club
- Campionato svedese: 2

Malmö: 2016, 2017

### Individuale
- Squadre ideale della Copa América: 1

Brasile 2021